# Грејп Крик (Тексас)
Грејп Крик (енгл. Grape Creek) насељено је место без административног статуса у америчкој савезној држави Тексас.

## Демографија
По попису из 2010. године број становника је 3.154, што је 16 (0,5%) становника више него 2000. године.
| Група             | 2000.         | 2010.         |
| Белци             | 2.569 (81,9%) | 2.368 (75,1%) |
| Афроамериканци    | 13 (0,4%)     | 13 (0,4%)     |
| Азијати           | 3 (0,1%)      | 15 (0,5%)     |
| Хиспаноамериканци | 495 (15,8%)   | 706 (22,4%)   |
| Укупно            | 3.138         | 3.154         |